# Pietro Albertoni
Pietro Albertoni est un physiologiste et homme politique italien du XIXe siècle .
Il enseignait à l’Université de Bologne. Il a été le mentor d’Arturo Marcacci. C’est dans son laboratoire que Ruggero Oddi a débuté l’étude de la physiologie de son sphincter.